# Muzeul Național al Indienilor Americani

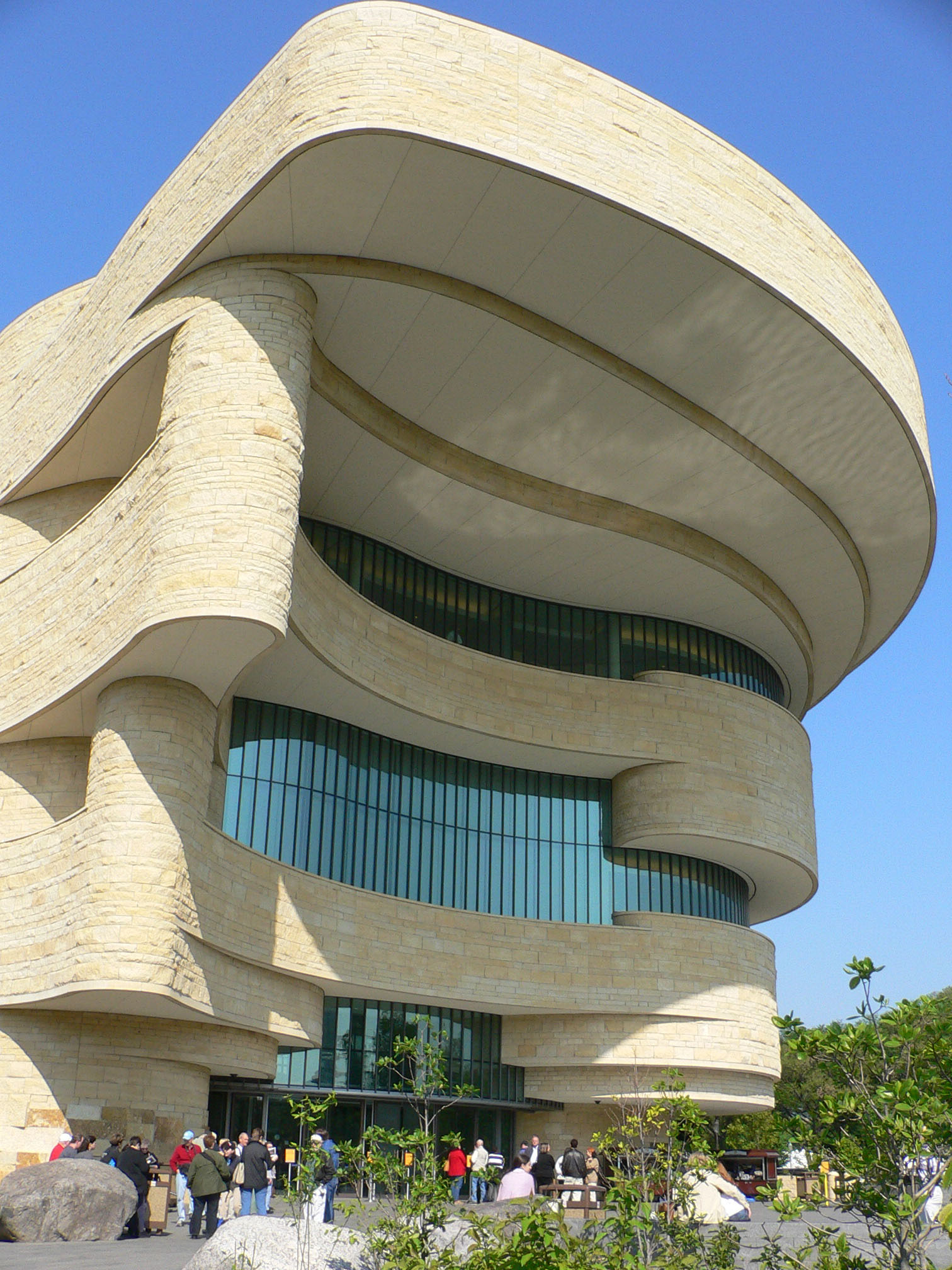
Muzeul Național al Indienilor Americani

Muzeul Național al Indienilor Americani (engleză: National Museum of the American Indian, abreviat NMAI) este un muzeu deschis în Washington, D.C. (USA). In muzeu sunt prezentate exponate, obiecte care sunt în legătură cu viața, limba, literatura și cultura amerindienilor din toată America. Muzeul a luat ca urmare a unei hotărâri a Congresului nord-american din anul 1989 care a decis cercetarea de către un grup de oameni de știință cultura amerindienilor. Muzeul este sub patronajul Institului Smithsonian, de muzeu aparțin trei complexe care au fost dechise în 2004, (NMAI), situat pe Fourth Street si Independence Avenue Southwest in Washington; George Gustav Heye Center in New York City ca și Cultural Resources Center in Suitland-Silver Hill in statul Maryland.